# Mayflower Park Hotel
Pour les articles homonymes, voir Mayflower (homonymie).
Le Mayflower Park Hotel est un hôtel américain situé à Seattle, dans l'État de Washington. Construit en 1927, il est membre des Historic Hotels of America depuis 1999.